# Michael Trinko
Michael Trinko (* 2. Jänner 1981 in Braunau am Inn) ist ein österreichischer Politiker der Sozialdemokratischen Partei Österreichs (SPÖ). Seit dem 1. Juni 2024 ist er Abgeordneter zum Wiener Landtag und Mitglied des Wiener Gemeinderates.

## Leben

### Ausbildung und Beruf
Michael Trinko besuchte die Volksschule und das Realgymnasium in Braunau am Inn sowie von 1996 bis 1999 die dortige Bundesfachschule für wirtschaftliche Berufe. Anschließend absolvierte er bis 2002 den Maturalehrgang für Multimedia und Informatik am MultiAugustinum in Sankt Margarethen im Lungau. 2002 begann er ein Studium der Rechtswissenschaften an der Universität Salzburg (bis 2009). Von 2006 bis 2008 war er dort Vorsitzender des Verbandes Sozialistischer Student_innen in Österreich und 2008 Vorsitzender der Hochschülerinnen- und Hochschülerschaft.
Seit 2009 ist er Angestellter beim Österreichischen Gewerkschaftsbund (ÖGB), von 2011 bis 2015 war er Bundesjugendsekretär des ÖGB, seit 2015 ist er als Arbeitsrechtsexperte im Referat für Rechts- und Kollektivvertragspolitik tätig. An der Universität Wien studierte er ab 2014 Rechtswissenschaften, das Studium schloss er 2016 als Magister und 2022 als Doktor der Rechte mit einer Dissertation über Arbeitsrechtliche Aspekte von Mitarbeitersharing ab.

### Politik
Trinko fungierte von 2019 bis Oktober 2023 als stellvertretender Bezirksparteivorsitzender der SPÖ im Wiener Gemeindebezirk Währing, wo er von Dezember 2020 bis Juni 2024 als Bezirksrat der Bezirksvertretung angehörte und als SPÖ-Klubvorsitzender amtierte. Im Oktober 2023 wurde er Bezirksparteivorsitzender der SPÖ Währing. Als Klubvorsitzender der SPÖ Währing folgte ihm Marcus Altmann nach.
Am 18. Juni 2024 wurde er in der 21. Wahlperiode als Abgeordnete zum Wiener Landtag und Mitglied des Wiener Gemeinderates angelobt, wo er Mitglied im Gemeinderatsausschuss für europäische und internationale Angelegenheiten wurde. Er rückte für Andreas Höferl nach, der in den Ruhestand ging.

## Publikationen (Auswahl)
- 2017: Alles Wissenswerte rund um die Lehrlingsausbildung: ein Ratgeber für Lehrlinge, Eltern, LehrerInnen, AusbildnerInnen, Betriebs- und Jugendvertrauensratsmitglieder, Verlag des ÖGB, Wien 2017, ISBN 978-3-99046-244-7.
- 2024: Urlaubsrecht in Frage und Antwort, gemeinsam mit Michael Gogola, Verlag des ÖGB, Wien 2024, ISBN 978-3-99046-681-0.